# Фејетвил (Пенсилванија)
Фејетвил (енгл. Fayetteville) насељено је место без административног статуса у америчкој савезној држави Пенсилванија.

## Демографија
По попису из 2010. године број становника је 3.128, што је 354 (12,8%) становника више него 2000. године.
| Група             | 2000.         | 2010.         |
| Белци             | 2.633 (94,9%) | 2.807 (89,7%) |
| Афроамериканци    | 63 (2,3%)     | 128 (4,1%)    |
| Азијати           | 8 (0,3%)      | 20 (0,6%)     |
| Хиспаноамериканци | 24 (0,9%)     | 116 (3,7%)    |
| Укупно            | 2.774         | 3.128         |